# Hans Liljenstolpe
Hans Liljenstolpe, tidigare Bauman, född 9 januari 1712 i Västerviks församling, Kalmar län, död 28 maj 1792 i Hjorteds församling, Kalmar län, var en svensk häradshövding.

## Biografi
Hans Liljenstolpe föddes 1712 i Västervik. Han var son till handelsmannen Peter Bauman och Helena Fuchs i Västervik. Liljenstolpe studerade i Västervik och var från 1736 till 1738  handelsexpedit i Tyskland och Holland. Han blev 1738 borgare och handelsman i Karlskrona. År 1747 blev han brukspatron på Falsterbo bruk i Hjorteds socken och fick 14 november 1769 assessors n. h. o. v.. Han adlades 20 december 1788 till Liljenstolpe, jämte sin måg Lars Axel Lindblom och introducerades i Sveriges Riddarhus 1789 som nummer 2151. Liljenstolpe avled 1792 på Falsterbo bruk och begravdes i Liljenstolpeska familjegraven på Hjorteds kyrkogård.

### Familj
Liljenstolpe gifte sig första gången 27 april 1756 med Anna Lucia Meijer (1734–1766), dotter av apotekaren Johan Meijer och Helena Olofsdotter i Västervik. De fick tillsammans barnen Anna Helena Liljenstolpe (1757–1774), Catharina Margareta Liljenstolpe (1758–1798) som var gift med lagmannen Lars Axel Liljenstolpe, Hedvig Christina Liljenstolpe (1760–1760), Peter Christoffer Liljenstolpe (1764–1764) och Hedvig Christina Liljenstolpe (1766–1766).
Liljenstolpe gifte sig andra gången 5 juli 1768 med Inga Margareta Hultman (1747–1806), dotter av rådmannen Hans Larsson Hultman och Anna Margareta Holm i Västervik. De fick tillsammans barnen Gertrud Christina Liljenstolpe (1771–1857) som var gift med lagmannen Johan Rogberg och överstelöjtnanten David Robert Montgomery, och auskultanten Hans Peter Liljenstolpe (1773–1801) i Svea hovrätt.